# Metropolregion Brunswick–St. Simons
Die Metropolregion Brunswick–St. Simons (engl.: Brunswick–St. Simons metropolitan area) ist eine Metropolregion im US-Bundesstaat Georgia. Sie stellt eine durch das Office of Management and Budget definierte Metropolitan Statistical Area (MSA) dar und umfasst die Countys Brantley, Glynn und McIntosh. Die principal cities des Gebietes sind Brunswick und St. Simons.
Zum Zeitpunkt der Volkszählung von 2020 hatte das Gebiet 113.495 Einwohner.